# Hrabovo, Zolociv
Hrabovo (în ucraineană Грабово) este un sat în comuna Sasiv din raionul Zolociv, regiunea Liov, Ucraina.

## Demografie
Componența lingvistică a localității Hrabovo
     Ucraineană (100%)
Conform recensământului din 2001, toată populația localității Hrabovo era vorbitoare de ucraineană (100%).